# Корман, Виктор Христофорович
Ви́ктор Христофо́рович Ко́рман (род. 16 февраля 1947 года, село Коксу, Талды-Курганская область, Казахская ССР, СССР) — советский и российский машиностроитель, предприниматель, генеральный директор Уральского автомобильного завода (2003—2013), депутат Законодательного собрания Челябинской области (с 2011 года).
Лауреат Государственной премии Российской Федерации (1998), доктор экономических наук (2001), профессор.

## Биография
Виктор Корман родился в селе Коксу Талды-Курганской области Казахской ССР, куда его семью, имевшую немецкие корни, выселили из Поволжья во время Великой Отечественной войны. Потом его отец списался со своими братьями, работавшими в Миассе, и смог перевезти свою семью, в которой было пятеро детей, на Урал. 
Семья жила бедно, и чтобы как-то помочь родителям, в 1963 году Виктор устроился работать на Уральский автомобильный завод, поэтому два последних класса заканчивал в вечерней школе. Экстерном сдал программу за 11-й класс и за два года подготовил себя к поступлению в институт.
В 1970 году окончил автотракторный факультет Челябинского политехнического института (ныне – Южно-Уральский государственный университет) по специальности «инженер-механик». На время учёбы был вынужден временно перестать работать и покинуть завод. 
После окончания института, вновь вернулся на Уральском автомобильном заводе (город Миасс, Челябинская область), которому и посвятил всю свою жизнь. Прошёл большой трудовой путь, работал электромонтёром, инженером-конструктором, начальником КБ двигателей. С 1981 по 1984 — представитель Уральского автомобильного завода в ГДР. С 1985 по 1994 год работал на руководящих должностях — заместитель главного конструктора по вопросам Западно-Сибирского нефтегазового комплекса, заместитель главного инженера, заместитель директора объединения-директор станкостроительного производства, заместитель генерального директора-директор по производству.
В 1994 году назначен первым вице-президентом — заместителем генерального директора ОАО «УралАЗ» (руководителем предприятия на тот момент был Юрий Иванович Горожанинов). В 1999 году стал первым заместителем генерального директора, а с 2000 года — первым заместителем генерального директора — исполнительным директором.
В 2003 году стал генеральным директором автозавода «Урал» (холдинг «РусПромАвто»), а также директором дивизиона «Большегрузные автомобили». Возглавлял предприятие до 2013 года. Под его руководством была проведена модернизация серийных автомобилей, внедрена интегрированная система управления предприятием и система управления качеством продукции. Доля продукции автозавода «Урал» составила более 60 % в общероссийском объеме производства большегрузных полноприводных автомобилей.
При участии Виктора Кормана были разработаны моторные системы автомобилей «Урал-4320» с двигателями «КамАЗ-740» и ряд других систем специального назначения. Он внес большой вклад в развитие производства специальной техники на автозаводе «Урал». Так, в 2004 году, под его непосредственным руководством была разработана принципиально новая линейка дорожных грузовиков, серийное производство которых началось с 2005 года. Корман лично контролировал ход реструктуризации на автозаводе, а также внедрение современной производственной системы основанной на принципах бережливого производства.
Виктор Корман принимает активное участие в общественной жизни города Миасса. В годы его руководства Автомобильный завод «Урал» неизменно осуществлял социально ориентированную политику. На заводе действовало 28 социальных программ, охватывающих как молодых работников, так и ветеранов. Для работников предприятия была реализована специальная программа ипотечного кредитования. А само предприятие содержало большое количество социальной инфраструктуры – детско-юношескую спортивную школу, творческие коллективы, Дворец культуры, физкультурно-оздоровительный комплекс. За заслуги перед городом, в котором расположен Автомобильный завод «Урал» в 2006 году Виктор Корман был удостоен звания «Почётный гражданин города Миасса».
В сентябре 2013 года Виктор Корман ушел с поста генерального директора завода, уступив место Виктору Кадылкину, ранее возглавлявшему Дивизион «Силовые агрегаты» и Ярославский моторный завод «Группы ГАЗ».
Член партии «Единая Россия», на выборах депутатов Государственной Думы Федерального Собрания Российской Федерации, возглавлял местный избирательный штаб партии в Миассе.
В настоящий момент сохраняет членство в Совете директоров ОАО «Автомобильный завод «Урал», руководит региональным отделением общероссийской общественной организации «Союз машиностроителей России» (с 2011 года). Также является депутатом Законодательного собрания Челябинской области c 2011 года. Депутат пятого и шестого созыва, работал в комитете Законодательного Собрания по промышленной политике, принимал участие в разработке изменений в областной закон «О промышленной политике», способствующих развитию кластеров на территории области, а также в разработке закона «Об организации перевозок пассажиров и багажа легковым такси на территории Челябинской области» и новой Концепции промышленной политики до 2020 года. Периодически участвует в церемониях вручения различных наград от имени Законодательного собрания Челябинской области

## Учёная степень
Доктор экономических наук. В 2001 году защитил докторскую диссертацию по теме «Логистика системной интеграции управления производством грузовых автомобилей в условиях реструктуризации».

## Награды

### Государственные награды
- Лауреат Государственной премии Российской Федерации в области науки и техники (1998) — за создание и внедрение прогрессивного семейства автомобилей «Урал» военного и гражданского назначения[10]
- орден «Знак Почёта» (1991)
- медаль ордена «За заслуги перед Отечеством» II степени (25 марта 2013 года) — за достигнутые трудовые успехи, многолетнюю добросовестную работу и активную общественную деятельность[11][12]
- медали СССР и Российской Федерации

### Ведомственные, муниципальные и общественные награды
- Почетный знак «Ветеран автомобильного и сельскохозяйственного машиностроения» (1996)
- Почетная грамота Министерства экономики Российской Федерации (1999)
- Звание «Почетный машиностроитель» Министерства промышленности, науки и технологий Российской Федерации (2001)
- Благодарственное письмо Законодательного собрания Челябинской области (2001)
- Почетная грамота Главы муниципального образования «город Миасс» (2004)
- Медаль «За укрепление боевого содружества» Министерства обороны РФ (2006)[13]
- Звание «Почётный гражданин города Миасса» (2006)[14]
- Знак отличия «За заслуги перед Челябинской областью» (2007)
- Медаль энциклопедии «Лучшие люди России» (2007)[15]
- Лауреат литературной премии «Мастер» Союза писателей России и Союза машиностроителей России (2010)
- Медаль «200 лет внутренним войскам МВД России» (2011)